# روكي فورد (جورجيا)
روكي فورد (بالإنجليزية: Rocky Ford, Georgia)‏ هي بلدة تقع في مقاطعة سكريفين، جورجيا بولاية جورجيا في الولايات المتحدة. تبلغ مساحتها 3.2 (كم²)، وترتفع عن سطح البحر 40 م، بلغ عدد سكانها 186 نسمة في عام 2000 حسب إحصاء مكتب تعداد الولايات المتحدة وتصل الكثافة السكانية فيها 58.1 نسمة/كم2.

## وصلات خارجية
- The US50 - Cities and Towns in Georgia State
- Georgia Cities and Towns, Facts, Map, Flag, Colleges, Government, and More